# Trofeo Luigi Fagioli

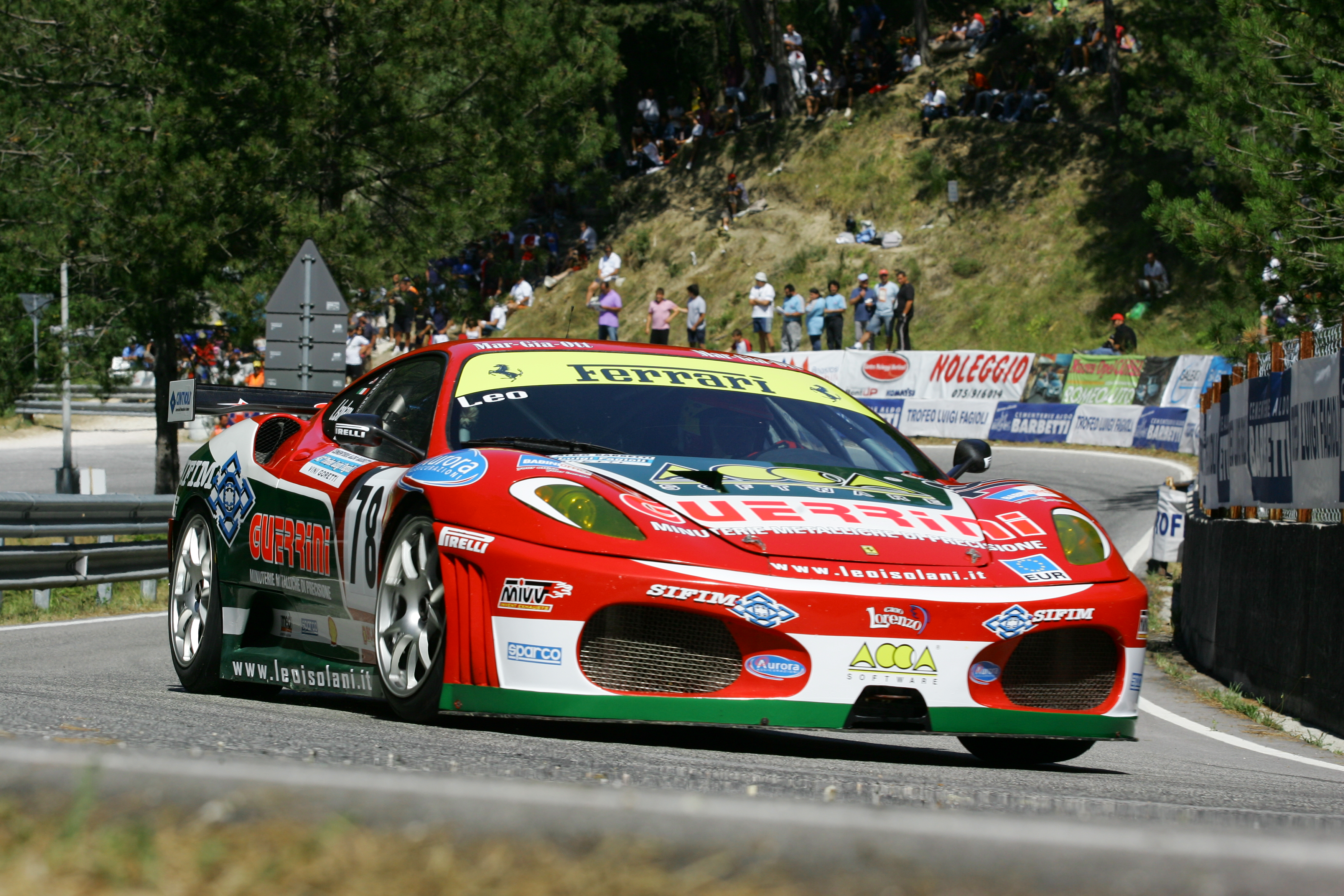
Una Ferrari F430 GTC al Fagioli nel 2008

Il Trofeo Luigi Fagioli è un evento motoristico organizzato dal Comitato Eugubino Corse Automobilistiche (C.E.C.A) di Gubbio.  Esso si disputa sulle tortuose strade asfaltate tra le montagne della provincia di Perugia. È una prova valida per il Campionato Italiano Velocità Montagna.

## La storia
Il trofeo nasce nel 1966 in onore del pilota marchigiano (ma umbro di adozione) Luigi Fagioli.

## Il percorso di gara
Inizialmente il tracciato previsto per la gara era Gubbio-Mengara, ma dopo 2 anni si è deciso di cambiare rotta arrivando all'attuale percorso Gubbio-Madonna della Cima passando per la strada statale. Il tracciato misura 4.150 metri e presenta un dislivello totale di 270 metri con una pendenza media del 6.5%.

## Albo d'oro

### Auto moderne
Questa è la classifica delle auto moderne:
| Edizione | Data               | Vincitore           | Vettura                    | Tempo              | Media km/h         |
| -------- | ------------------ | ------------------- | -------------------------- | ------------------ | ------------------ |
| 1966     | 5 giugno 1966      | Clemente Ravetto    | Ferrari                    | 2:36.70            | 119,463            |
| 1967     | 2 giugno 1967      | Gano                | Porsche                    | 2:26.70            | 127,607            |
| 1968     | 6 ottobre 1968     | Edoardo Lualdi      | Ferrari                    | 2:12.00            | 113,178            |
| 1969     | 13 aprile 1969     | Carlo Zuccoli       | Alfa Romeo                 | 2:37.90            | 94,615             |
| 1970     | 30 agosto 1970     | Giuliano Andrenacci | Alfa Romeo                 | 2:25.90            | 102,822            |
| 1971     | 29 agosto 1971     | Domenico Scola      | Chevron                    | 2:06.83            | 117,982            |
| 1972     | 27 agosto 1972     | Pietro Laureati     | Chevron                    | 2:04.41            | 120,084            |
| 1973     | 26 agosto 1973     | Domenico Scola      | March                      | 2:06.40            | 118,184            |
| 1974     | 25 agosto 1974     | Gianfranco          | Osella                     | 2:02.53            | 121,927            |
| 1975     | 24 agosto 1975     | Roberto Nardini     | Porsche                    | 2:29.11            | 100,193            |
| 1976     | 8 agosto 1976      | Gabriele Ciuti      | Osella                     | 1:58.40            | 126,162            |
| 1977     | 24 luglio 1977     | Gianni Varese       | Osella                     | 2:02.00            | 122,458            |
| 1978     | 6 agosto 1978      | Gianni Varese       | Osella                     | 1:58.00            | 126,609            |
| 1979     | 26 agosto 1979     | Gianni Varese       | Osella                     | 2:12.80            | 105,356            |
| 1980     | 3 agosto 1980      | Gianni Varese       | Osella                     | 1:56.80            | 127,919            |
| 1981     | 2 agosto 1981      | Angelo Giliberti    | Osella                     | 1:55.80            | 129,015            |
| 1982     | 20 giugno 1982     | Ettore Bogani       | Osella                     | 1:55.90            | 128,984            |
| 1983     | 19 giugno 1983     | Mario Caliceti      | Osella                     | 1:55.60            | 129,239            |
| 1984     | 30 settembre 1984  | Patrizio Calella    | Lola                       | 1:54.36            | 130,640            |
| 1985     | 16 giugno 1985     | Mario Caliceti      | Osella                     | 1:53.07            | 132,131            |
| 1986     | 15 giugno 1986     | Adriano Boldrini    | Renault 5 T                | 4:50.20            | 102,963            |
| 1987     | 2 agosto 1987      | Stanislao Bielanski | Osella                     | 3:47.55            | 131,312            |
| 1988     | 24 luglio 1988     | Mauro Braconi       | Osella                     | 3:40.51            | 135,504            |
| 1989     | Solo auto storiche | Solo auto storiche  | Solo auto storiche         | Solo auto storiche | Solo auto storiche |
| 1990     | 30 settembre 1990  | Mario Caliceti      | Osella                     | 3:46.16            | 132,110            |
| 1991     | 16 giugno 1991     | Salvatore Curatolo  | Osella BMW                 | 3:46.65            | 131,830            |
| 1992     | 14 giugno 1992     | Antonino Ritacca    | Osella                     | 3:45.44            | 132,541            |
| 1993     | 10 ottobre 1993    | Antonino Iaria      | Osella BMW                 | 3:41.79            | 134,720            |
| 1994     | 28 agosto 1994     | Antonino Iaria      | Osella BMW                 | 3:41.69            | 134,783            |
| 1995     | 20 agosto 1995     | Mauro Nesti         | Lucchini BMW               | 3:42.86            | 134,070            |
| 1996     | 25 agosto 1996     | Fabio Danti         | Osella BMW                 | 3:33.16            | 140,170            |
| 1997     | 10 agosto 1997     | “Ricky” Braconi     | Osella BMW                 | 3:34.57            | 139,225            |
| 1998     | 9 agosto 1998      | Franz Tschager      | Lucchini BMW               | 3:27.81            | 143,785            |
| 1999     | 29 agosto 1999     | Pasquale Irlando    | Osella BMW                 | 3:29.34            | 142,734            |
| 2000     | 29 agosto 2000     | Pasquale Irlando    | Osella BMW                 | 3:51.37            | 129,144            |
| 2001     | 26 agosto 2001     | Simone Faggioli     | Osella BMW                 | 4:01.26            | 123,850            |
| 2002     | 25 agosto 2002     | Simone Faggioli     | Osella PA/20 BMW           | 3:44.55            | 133,066            |
| 2003     | 24 agosto 2003     | Fabrizio Fattorini  | Osella BMW                 | 3:39.31            | 136,245            |
| 2004     | 22 agosto 2004     | Franco Cinelli      | Osella PA/20 S BMW         | 3:34.14            | 139,5              |
| 2005     | 20 agosto 2005     | Fabrizio Peroni     | Lucchini Renault           | 4:31.06            | 110,2              |
| 2006     | 21 agosto 2006     | Simone Faggioli     | Osella PA/21 S             | 3:31.76            | 141,1              |
| 2007     | 19 agosto 2007     | Rosario Iaquinta    | Lola T 99/50 ZYTEK         | 3:29.47            | 142,6              |
| 2008     | 24 agosto 2008     | Simone Faggioli     | Osella PA/27               | 3:17.60            | 151,2              |
| 2009     | 23 agosto 2009     | Simone Faggioli     | Osella FA/30               | 3:13.481           | 154,4              |
| 2010     | 22 agosto 2010     | Simone Faggioli     | Osella FA/30               | 3:15.30            | 152,99             |
| 2011     | 21 agosto 2011     | Simone Faggioli     | Osella FA/30               | 3:14.36            | 153,70             |
| 2012     | 26 agosto 2012     | Simone Faggioli     | Osella FA/30               | 3:16.33            | 152,2              |
| 2013     | 25 agosto 2013     | Simone Faggioli     | Osella FA/30               | 3:31.20            | 141,48             |
| 2014     | 24 agosto 2014     | Simone Faggioli     | Norma M20 FC               | 3:08.36            | 158,36             |
| 2015     | 23 agosto 2015     | Simone Faggioli     | Norma M20                  | 3:07.28            | 159,55             |
| 2016     | 21 agosto 2016     | Domenico Scola      | Osella FA30 Zytek          | 3:10.97            | 156,50             |
| 2017     | 20 agosto 2017     | Domenico Scola      | Osella FA30 Zytek          | 3:12.08            | 155,56             |
| 2018     | 19 agosto 2018     | Omar Magliona       | Norma M20 FC Zytek         | 3:07.43            | 159,42             |
| 2019     | 25 agosto 2019     | Christian Merli     | Osella FA30 Zytek          | 3:23.61            | 146,75             |
| 2020     | 23 agosto 2020     | Christian Merli     | Osella FA30 Zytek LRM      | 3:08.14            | 158,95             |
| 2021     | 1º agosto 2021     | Simone Faggioli     | Norma Bardhal M20 FC Zytek | 3:08.17            | 158,94             |
| 2022     | 28 agosto 2022     | Simone Faggioli     | Norma M20 FC Zytek         | 3:08.61            | 158,42             |
| 2023     | 23 luglio 2023     | Achille Lombardi    | Osella PA21 4c Turbo       | 3:16.46            | 152,1              |
| 2024     | 1º settembre 2024  | Simone Faggioli     | Norma M-20 FC              | 3:11.83            | 155,8              |

### Auto storiche
Questa è la classifica delle auto storiche:
| Edizione | Data              | Vincitore          | Vettura         | Tempo    | Media km/h |
| -------- | ----------------- | ------------------ | --------------- | -------- | ---------- |
| 1989     | 23 luglio 1989    | Maurizio Pinchetti | Lotus           | 4:12.66  | 113,987    |
| 1990     | 30 settembre 1990 | Scaioli            | Lotus           | 4:46.36  | 104,344    |
| 1991     | 16 giugno 1991    | Bettino Ghisla     | Lotus           | 4:31.52  | 110,040    |
| 1992     | 14 giugno 1992    | Carlo Steinhauslin | Lotus           | 5:04.45  | 98,144     |
| 1993     | 10 ottobre 1993   | Maurizio Pinchetti | Lotus           | 4:38.32  | 107,358    |
| 1994     | 28 agosto 1994    | Giovanni Anzeloni  | Merlin MK6      | 4:39.36  | 106,959    |
| 1995     | 20 agosto 1995    | Franco Breschi     | Lola            | 4:23.98  | 113,190    |
| 1996     | 25 agosto 1996    | Giovanni Anzeloni  | Osella BMW      | 4:02.64  | 123,140    |
| 1997     | 10 agosto 1997    | Franco Breschi     | Lola            | 4:06.46  | 121,237    |
| 1998     | 9 agosto 1998     | Roberto Benelli    | Osella BMW      | 3:59.16  | 124,937    |
| 1999     | 29 agosto 1999    | Roberto Benelli    | Osella PA/9 BMW | 3:55.68  | 126,782    |
| 2000     | 20 agosto 2000    | Fabrizio Peroni    | Osella BMW      | 4:09.51  | 120,237    |
| 2001     | 26 agosto 2001    | Fabrizio Peroni    | Osella BMW      | 4:21.28  | 114,360    |
| 2002     | 25 agosto 2002    | Michele Serafini   | Osella PA/7     | 4:02.99  | 122,968    |
| 2003     | 24 agosto 2003    | Fabrizio Peroni    | Osella PA/7     | 3:58.80  | 125,126    |
| 2004     | 22 agosto 2004    | Uberto Bonucci     | Osella PA/3     | 3:47.72  | 131,2      |
| 2005     | 20 agosto 2005    | Fabrizio Peroni    | Osella PA/7     | 4:17.30  | 116,1      |
| 2006     | 21 agosto 2006    | Uberto Bonucci     | Osella PA/9     | 3:58.28  | 125,4      |
| 2007     | 19 agosto 2007    | Uberto Bonucci     | Osella PA/9     | 3:48.40  | 130,8      |
| 2008     | 24 agosto 2008    | Fabrizio Peroni    | Osella PA/9     | 4:20.561 | 114.70     |
| 2009     | 23 agosto 2009    | Uberto Bonucci     | Osella PA/9     | 3:49.579 | 130,2      |
| 2010     | 22 agosto 2010    | Carlo Cherubini    | Lucchini SN/86  | 4:26.78  | 112,00     |
| 2011     | 21 agosto 2011    | Uberto Bonucci     | Osella PA/9     | 3:42.23  | 134,5      |
| 2012     | 26 agosto 2012    | Franco Cremonesi   | Osella PA/9     | 4:40.03  | 106,7      |
| 2013     | 25 agosto 2013    | Franco Cremonesi   | Osella PA/9     | 4:57.68  | 100,38     |
| 2014     | 24 agosto 2014    | Uberto Bonucci     | Osella PA/9     | 3:42.48  | 134,30     |
| 2015     | 23 agosto 2015    | Uberto Bonucci     | Osella PA/9     | 3:36.44  | 138,05     |
| 2016     | 21 agosto 2016    | Uberto Bonucci     | Osella PA/9     | 3:39.19  | 136,3      |
| 2017     | 20 agosto 2017    | Uberto Bonucci     | Osella PA/9     | 3:39.73  | 135,98     |
| 2018     | 19 agosto 2018    | Uberto Bonucci     | Osella PA/9     | 3:35.14  | 138,89     |
| 2019     | 25 agosto 2019    | Adolfo Bottura     | Osella PA/9/90  | 4:02.48  | 123,22     |
| 2020     | 23 agosto 2020    | Turriziani Roberto | Osella PA/9/90  | 04:19.27 | 115,37     |
| 2021     | 01 agosto 2021    | Giacché Giacinto   | Fiat 131 Abarth | 05:00.28 | 99,6       |
| 2022     | 28 agosto 2022    | Giuliano Peroni    | Osella Pa8      | 3:57.91  |            |
| 2023     | 23 luglio 2023    | Manuel Bonfadini   | Osella Pa9/90   | 3:49.65  |            |
| 2024     | 1º settembre 2024 | Pierpaolo Serra    | March 772       | 4:10.56  |            |

- La prima e la seconda edizione sono state disputate sul percorso Gubbio - Mengara
- Dalla terza edizione in poi la gara è stata disputata sul percorso Gubbio - Madonna della Cima
- Dal 1986 la gara si disputa su due manche
- L'edizione 1988 si è disputata su un percorso ridotto a 4 km
- L'edizione 1989 è stata riservata alle sole auto storiche
- L'edizione 2000 è stata effettuata inserendo nel percorso tre chicanes di rallentamento "tipo 2000"
- L'edizione 2001 è stata effettuata inserendo nel percorso tre chicanes di rallentamento "tipo 2001"
- L'edizione 2002 è stata effettuata inserendo nel percorso tre chicanes di rallentamento "tipo 2002"
- Dall'edizione 2003 il percorso è tornato libero dalle chicanes